# Mistrzostwa Świata w Lekkoatletyce 1980
Mistrzostwa Świata w Lekkoatletyce w 1980 – zawody sportowe, które zostały rozegrane w Sittard od 14 do 16 sierpnia 1980.
Podobnie jak mistrzostwa w 1976, zostały rozegrane tylko w konkurencjach, które nie znalazły się w programie igrzysk olimpijskich w 1980 w Moskwie. Zawody rozegrano tylko w dwóch konkurencjach kobiecych: biegu na 3000 metrów i biegu na 400 metrów przez płotki. Pierwsze mistrzostwa świata we wszystkich konkurencjach odbyły się dopiero w 1983 w Helsinkach.
W mistrzostwach wzięły udział 42 lekkoatletki. Polki nie startowały, a w ostatniej chwili wycofała się reprezentacja Związku Radzieckiego.

## Wyniki

### Bieg na 3000 metrów kobiet
| Lp. | Państwo    | Zawodniczka        | Wynik   |
| --- | ---------- | ------------------ | ------- |
| 1.  | RFN        | Birgit Friedmann   | 8:48,05 |
| 2.  | Szwecja    | Karoline Nemetz    | 8:50,22 |
| 3.  | Norwegia   | Ingrid Christensen | 8:58,8  |
| 4.  | Francja    | Joelle Debrouwer   | 8:59,0  |
| 5.  | Jugosławia | Breda Pergar       | 8:59,7  |
| 6.  | Kanada     | Peggy Werthner     | 9:03,5  |
| 7.  | RFN        | Charlotte Teske    | 9:04,3  |
| 8.  | Szwecja    | Eva Ernström       | 9:07,7  |

### Bieg na 400 metrów przez płotki kobiet
| Lp. | Państwo           | Zawodniczka       | Wynik |
| --- | ----------------- | ----------------- | ----- |
| 1.  | NRD               | Bärbel Broschat   | 54,55 |
| 2.  | NRD               | Ellen Neumann     | 54,56 |
| 3.  | NRD               | Petra Pfaff       | 55,84 |
| 4.  | Irlandia          | Mary Appleby      | 56,51 |
| 5.  | Stany Zjednoczone | Esther Mahr       | 56,81 |
| 6.  | Norwegia          | Hilde Frederiksen | 56,85 |
| 7.  | Australia         | Lynette Foreman   | 58,24 |
| –   | Wielka Brytania   | Christine Warden  | DQ    |

- DQ – zdyskwalifikowana